# Botanische nomenclatuur
Botanische nomenclatuur is de formele naamgeving van taxa in de plantkunde. Deze wordt geregeld door de International Code of Nomenclature for algae, fungi, and plants (ICN of ICNafp), een wetboek dat de wetenschappelijke namen van algen, schimmels en planten regelt.
Deze heet zo sinds het Internationaal Botanisch Congres in Melbourne in 2011, dat tot de naamswijziging besloot. Tot die tijd heette dit wetboek de International Code of Botanical Nomenclature (ICBN).
Met "algen, schimmels, en planten" worden bedoeld alle organismen die traditioneel door plantkundigen worden bestudeerd, zoals groenwieren, bruinwieren, roodwieren, diatomeeën en blauwalgen, schimmels, korstmossen, levermossen, mossen, hauwmossen en vaatplanten. 

## Startpunt
In 1905 heeft het Internationaal Botanisch Congres van Wenen besloten om de publicatie van de eerste druk van Species plantarum te kiezen als het beginpunt van de moderne nomenclatuur voor planten. Dat betekent dat alle namen van vóór dit werk van Linnaeus niet meetellen, ook als die namen de vorm van een tweedelige naam hebben.

## Taxonomie
Sinds Linnaeus is er een scheiding tussen nomenclatuur (naamgeving) en taxonomie (de indeling in groepen). Taxonomie is een empirische wetenschap die planten uiteindelijk indeelt in taxonomische groepen ("taxa", enkelvoud "taxon"). Daarentegen wordt nomenclatuur geregeld door een wetboek, een Code (normatief). 
Een naam hoeft dan ook geen beschrijvende waarde te hebben (denk aan Simmondsia chinensis), maar is uitsluitend een (uniek) label, dat middels een type met een taxon verbonden is.

## Structuur
De regels van de Code houden alleen rekening met datgene wat gepubliceerd is (effectively published), en geeft voorschriften wat er wel en niet als gepubliceerd geldt. Deze eisen verschillen per tijdvak, en zijn steeds strenger voor latere tijdvakken. Per 1 januari 2012 tellen online-publicaties ook mee, mits voorzien van een ISBN- of ISSN.
Voor een botanische naam geldt dat zij geldig gepubliceerd moet zijn (validly published) wil ze als wetenschappelijke naam formeel bestaan. De regels geven voorschriften wanneer een naam geldig gepubliceerd is. Deze eisen verschillen per tijdvak, en zijn steeds strenger voor latere tijdvakken. 
Alleen namen die wettig, legitiem (legitimate) zijn komen in aanmerking om ook werkelijk gebruikt te worden. Er zijn diverse redenen die een naam onwettig (illegitimate) maken. De bekendste is dat er al een naam met dezelfde spelling bestaat (een homoniem); dit geldt alleen in de rang van familie en in de rangen van geslacht en lager.
Voor elk taxon in de rang van familie en lager is er in één bepaalde taxonomische positie, rang en omschrijving slechts één correcte naam (hierop is een zeer beperkt aantal uitzonderingen). 

### Onderscheid
De regels maken onderscheid in:
- namen boven de rang van familie: hiervoor geldt dat principes zoals prioriteit en typificatie niet verplicht zijn (bijvoorbeeld Centrospermae, Coniferae, Fabales)
- namen in de rang van familie tot aan genus: deze namen worden gevormd uit de naam van een genus (bijvoorbeeld de familie Orchidaceae, de onderfamilie Orchidoideae, de tribus  Orchideae uit Orchis). Er bestaat een beperkt aantal uitzonderingen (zie beschrijvende plantennaam). Alle namen die uit de naam van een bepaald genus gevormd zijn hebben hetzelfde type (namelijk het type van dat genus).
- namen in de rang van geslacht (genus)
- namen in de rang tussen die van genus en soort: deze hebben een tweedelige naam (bijvoorbeeld Hieracium subgen. Pilosella)
- namen in de rang van soort: deze hebben een tweedelige naam (bijvoorbeeld Orchis simia),
- namen in de rang beneden die van soort: deze hebben een driedelige naam, een infraspecifieke naam (bijvoorbeeld Dactylorhiza maculata subsp. fuchsii)

Hierbij geldt dat elke naam zijn eigen auteur en datum heeft (behalve autoniemen).

### Principes
Belangrijke principes zijn dat de oudste naam in principe prioriteit heeft, en de correcte naam is. Er zijn hier diverse uitzonderingen op, en desgewenst is er maatwerk mogelijk, zoals het conserveren van een bekende naam of het verwerpen van problematische namen.
Een ander principe is het verankeren van een naam in een taxon met een type: een type is een exemplaar of een illustratie. Dit hoeft niet typerend te zijn, maar hoort wel herkenbaar tot het taxon behoren. Het type is in principe door de oorspronkelijke auteur gebruikt, zodat het een objectieve maatstaf is voor wat de oorspronkelijke auteur voor ogen heeft gehad. Bij de herindeling of heromschrijving van een taxon kan met behulp van de betreffende types bepaald worden welke namen betrekking hebben op het taxon, waarna de oudste van die namen, in principe, als de correcte naam geslecteerd wordt. Een type kan zijn een holotype, een lectotype of een neotype. Eventueel kan een aanvullend epitype aangewezen worden, of kan een geheel nieuw type geconserveerd worden.
Andere principes zijn dat botanische nomenclatuur onafhankelijk is van zoölogische nomenclatuur, al zijn er enkele overgangsbepalingen voor het geval een taxon verplaatst wordt vanuit het dierenrijk naar een door de botanische Code gereguleerd rijk. Ook zal elke naam, ongeacht de herkomst, behandeld worden als Latijn.

## Verandering
De regels kunnen uitsluitend veranderd worden door een Internationaal Botanisch Congres (IBC). Zo was er in 2011 een IBC in Melbourne, in 2017 gevolgd door een congres in Shenzhen. Specifieke edities van de ICBN of ICN worden soms aangeduid met de plaatsnaam van het congres, zoals de Vienna Code uit 2005, vastgesteld op het Internationaal Botanisch Congres in Wenen (Vienna in het Engels).
Het Congres van Melbourne heeft onder meer een nieuwe regel aangenomen dat bij een nieuwe naam van een nieuw taxon niet langer een beschrijving in het Latijn hoeft te worden gegeven maar dat die voortaan ook in het Engels mag zijn. En ook dat bepaalde on-line publicaties voortaan meetellen. Deze beide regels zijn ingegaan op 1 januari 2012.

## Beschikbaarheid
De gedrukte Engelstalige editie is autoratief. Een web-versie van de nieuwste editie van de Code is online beschikbaar, evenals de Vienna Code, de vorige editie, nog onder de oude naam ICBN, de St Louis Code, en de  Tokyo Code.
Er bestaat geen vertaling in het Nederlands van dit boek, maar de St Louis Code is online ook beschikbaar in het Frans en Slowaaks, en er bestaan vertalingen in het Japans en Chinees. Van de Tokyo Code is online ook een Duitse versie beschikbaar.

## Edities van deCode
- 1906 - Vienna Rules, 2e IBC : International rules of botanical nomenclature : adopted by the International Botanical Congress, Vienna 1905 (niet te verwarren met de Vienna Code uit 2006)
- 1912 - Brussels Rules, 3e IBC : International rules of botanical nomenclature : adopted by the International Botanical Concresses of Vienna 1905 and Brussels 1910
- Bij het 4e IBC, in Ithaca, 1926, werden de besluiten over nomenclatuur doorverwezen naar het volgende congres.
- 1935 - Cambridge Rules, 5e IBC : International rules of botanical nomenclature, adopted by the International Botanical Congresses of Vienna, 1905, and Brussels, 1910 : revised by the International Botanical Congress of Cambridge, 1930
- Het 6e IBC, in Amsterdam, 1935, heeft geen nieuwe versie van de Rules opgeleverd.
- 1952 - Stockholm Code, 7e IBC : International code of botanical nomenclature : adopted by the Seventh International Botanical Congress, Stockholm, July 1950
- 1956 - Paris Code, 8e IBC : International code of botanical nomenclature : adopted by the Eighth International Botanical Congress, Paris, July 1954
- 1961 - Montreal Code, 9e IBC : International code of botanical nomenclature : adopted by the Ninth International Botanical Congress, Montreal, 1959
- 1966 - Edinburgh Code, 10e IBC : International code of botanical nomenclature : adopted by the Tenth International Botanical Congress, Edinburgh, August 1964
- 1972 - Seattle Code, 11e IBC : International code of botanical nomenclature : adopted by the Eleventh International Botanical Congress, Seattle, August 1969
- 1978 - Leningrad Code, 12e IBC : International Code of Botanical Nomenclature : adopted by the Twelfth International Botanical Congress, Leningrad, July 1975
- 1983 - Sydney Code, 13e IBC : International Code of Botanical Nomenclature : adopted by the Thirteenth International Botanical Congress, Sydney, August 1981
- 1988 - Berlin Code, 14e IBC : International Code of Botanical Nomenclature : adopted by the Fourteenth International Botanical Congress, Berlin, July-August 1987
- 1994 - Tokyo Code, 15e IBC : International Code of Botanical Nomenclature (Tokyo Code) : adopted by the Fifteenth International Botanical Congress, Yokohama, August-September 1993
- 2000 - Saint Louis Code, 16e IBC : International Code of Botanical Nomenclature (Saint Louis code) : adopted by the Sixteenth International Botanical Congress, St. Louis, Missouri, July-August 1999
- 2006 - Vienna Code, 17e IBC : International Code of Botanical Nomenclature (Vienna code) : adopted by the Seventeenth International Botanical Congress, Vienna, Austria, July 2005 (niet te verwarren met de Vienna Rules uit 1906)
- 2012 - Melbourne Code, 18e IBC : International Code of Nomenclature for algae, fungi, and plants (Melbourne Code) : adopted by the Eighteenth International Botanical Congress, Melbourne
- 2018 - Shenzhen Code, 19e IBC : International Code of Nomenclature for algae, fungi, and plants (Shenzhen Code) : adopted by the Nineteenth International Botanical Congress, Shenzhen, July 2017

## ICNCP
Aanvullend op de botanische nomenclatuur is de International Code of Nomenclature for Cultivated Plants (ICNCP). Deze Code regelt wereldwijd de naamgeving van planten die gekweekt worden: cultivars, Groepen, grexen en ent-hybriden. Veel gekweekte planten die in de negentiende eeuw een botanische naam kregen, hebben nu een naam onder de ICNCP.